# 1927年6月29日日食
1927年6月29日日食是一次日全食，發生於1927年6月29日（北美洲西北部大多為6月28日）。新月當天（即朔日），地球上觀測到月球和太阳的角距離極小，此時月球如果恰好在月球交點附近，穿過太阳和地球之間，與地球、太阳接近一直線，則會出現日食。月球本影接觸地表而使該區域完全得不到陽光，就會形成日全食，同時在本影兩側數千公里的半影範圍內遮擋部分陽光，形成日偏食。此次日全食經過了英国、挪威、瑞典、芬兰、苏联、阿拉斯加領地，日偏食則覆蓋了整個欧洲、亚洲北半部、北美洲北部、非洲北部。

## 日食概況

### 出現區域
大西洋東北部、伊比利亚半岛西北約670公里的洋面在6月29日最先看到日全食，隨後月球本影向東北斜貫大不列顛島、北海、斯堪的纳维亚、巴倫支海，在維澤島以南約170公里的喀拉海海域達到最大食分。此後本影逐漸轉向東南，貫穿北地群島、拉普捷夫海、苏联東北部（今屬俄罗斯），在白令海跨過國際日期變更線後覆蓋了阿拉斯加阿留申群島的阿穆克塔島，最終在6月28日日落時分結束於薩馬爾加島東南約200公里的北太平洋洋面。
本影經過的陸地包括：
- 英国：威爾士的格溫內斯北半部、安格爾西島南部、康威自治市除東南部外的大部、登比郡北部、弗林特郡北部，英格兰的默西賽德郡西北部、蘭開夏除東南部和西北角外的大部、大曼徹斯特郡西北角、坎布里亞郡東南角、北約克郡西北半部、達勒姆郡東南半部、泰恩-威爾郡東南部；
- 挪威：第一次入境自西南向東北斜貫羅加蘭郡，經過東阿格德爾郡西北部、霍達蘭郡東南部、泰勒馬克郡西北部，斜貫布斯克呂郡西北部、奧普蘭郡、海德馬克郡北部，經過南特倫德拉格郡東南部，第二次入境擦過北特倫德拉格郡東端，第三次入境斜貫芬馬克郡東南部；
- 瑞典：自西南向東北斜貫耶姆特蘭省西北部、西博滕省中部偏西、北博滕省；
- 芬兰：自西南向東北斜貫拉普蘭省北部（今拉普蘭區北部）；
- 苏联：經過俄羅斯社會主義聯邦蘇維埃共和國（今俄罗斯）泰梅爾（多爾干-涅涅茨）自治區（今屬克拉斯諾亞斯克邊疆區）的沃羅寧島、红海军群岛、布爾什維克島南半部、斯塔羅卡多姆斯基島、小泰梅爾島，雅庫特蘇維埃社會主義自治共和國（今萨哈共和国）的小利亞霍夫島中南部、大利亞霍夫島除西端和東北海岸外的絕大部分後自西北向東南斜貫該共和國大陸部分東北部，再斜貫马加丹州北部（今楚科奇自治區中部偏南）和科里亞克自治區（今屬堪察加邊疆區）東北部；
- 阿拉斯加領地（今美国阿拉斯加州）：阿穆克塔島。[3][4]

除了狹窄的全食帶內能看見日全食之外，月球半影覆蓋範圍內都能看到日偏食，包括整個欧洲、非洲北部、西亚北半部、中國北半部、朝鲜半岛、日本大部分（除琉球群岛中奄美群島及其以南的部分、南洋群島外）、格陵兰、加拿大北部、阿拉斯加領地除東南部外的絕大部分。
月球在其軌道上自西向東轉動，發生日食時，月球在地球表面的陰影也大多自西向東移動，而從地球上看，太阳的西側先被月球遮掩，然後逐漸向東。但此次日食發生在北半球的夏季，地軸北端向太阳方向傾斜，月球半影北端經過了晨昏圈最北端附近的區域，因而在格陵兰西北部、加拿大北部等被半影覆蓋、看到日偏食的區域內，月影在地表自東向西移動，地面上看到的太阳東側最先被月球遮掩。大多數地區的日全食和日偏食發生在6月29日，而北美洲西北部發生在6月28日，加拿大北部處於極晝的部分地區的日偏食在6月28日子夜前不久開始，在6月29日凌晨結束。

### 基本參數
- 類型：日全食
- 食甚中心處（位於苏联維澤島以南約170公里的喀拉海）資料：
  - 時間：1927年6月29日6:23:03.0
  - 地點：78°4.9′N 73°48.8′E / 78.0817°N 73.8133°E
  - 食分：1.0128（全食帶內最大）
  - 日全食持續時間：50.0秒

## 觀測
英国北約克郡克雷文區的吉格爾斯威克一帶因日全食聚集了許多人，當地天氣晴好，觀測取得了成功。然而，英国的其他許多地方天氣不佳，許多學生參加了觀測日全食的活動，但未能成功。威爾士北部的斯諾登山、蘭貝里斯、卡納芬、蘭拉格、代尼奧倫、普爾赫利、克里基厄斯、蘭迪德諾、波斯馬多格、康維、班戈、彭邁恩毛爾等多地都因陰雨天氣未能看到日全食。

## 相關的日月食

### 月全食
1927年6月15日的月全食在本次日全食之前半個月發生，同屬一個食季。這是自1910年5月9日的日全食和1910年5月24日的月全食以來首次出現一個食季中的日食和月食均為全食，即日全食和月全食相隔僅半個月相繼發生，而巧合的是，不到1年之後，1928年5月19日的日全食和1928年6月3日的月全食就再次相隔僅半個月相繼發生。

### 1924-1928年的日食
月球交替位於相對的月球交點時，以半個交點年（食年），即約177天又4小時間隔出現下列日食。
註：1924年3月5日和1924年8月30日的日偏食屬於上一組交點年系列。1928年5月19日的日全食和1928年11月12日的日偏食屬於下一組交點年系列。
| 升交點   | 升交點                   |          | 降交點                    | 降交點 |
| 沙羅周期 | 地圖                     | 沙羅周期 | 地圖                      |        |
| 115      | 1924年7月31日 偏食（南） | 120      | 1925年1月24日 全食        |        |
| 125      | 1925年7月20日 環食       | 130      | 1926年1月14日 全食        |        |
| 135      | 1926年7月9日 環食        | 140      | 1927年1月3日 環食         |        |
| 145      | 1927年6月29日 全食       | 150      | 1927年12月24日 偏食（南） |        |
| 155      | 1928年6月17日 偏食（北） |          |                           |        |

### 沙羅周期
沙羅週期長度為18年11天。本次日食屬於沙羅週期145，共包含77次日食，依次為1639年1月4日至1873年5月26日的14次日偏食、1891年6月6日的1次日環食、1909年6月17日的1次全環食（亦稱混合食）、1945年7月9日至2648年9月9日的41次日全食、2666年9月20日至3009年4月17日的20次日偏食，總共歷時1370.29年。其中最長的全食發生於2522年6月25日，共持續7分12秒。
下表列舉了1901年至2100年間發生的屬於該週期的日食，是第16至26次：
| 16            | 17            | 18            |
| ------------- | ------------- | ------------- |
| 1909年6月17日 | 1927年6月29日 | 1945年7月9日  |
| 19            | 20            | 21            |
| 1963年7月20日 | 1981年7月31日 | 1999年8月11日 |
| 22            | 23            | 24            |
| 2017年8月21日 | 2035年9月2日  | 2053年9月12日 |
| 25            | 26            |               |
| 2071年9月23日 | 2089年10月4日 |               |

## 資料來源
1. ↑  樊忠玉. . 中国天文科普网.   [2016-04-09]. （原始内容存档于2014-09-17）.
2. 1 2  Fred Espenak. . NASA Eclipse Web Site.   [2016-04-09]. （原始内容存档于2020-10-20）.（英文）
3. ↑  Fred Espenak. . NASA Eclipse Web Site.   [2016-04-09]. （原始内容存档于2020-10-23）.（英文）
4. ↑  Xavier M. Jubier. .   [2016-04-09]. （原始内容存档于2019-06-04）.（法文）（英文）
5. ↑  Fred Espenak. . NASA Eclipse Web Site.   [2016-04-09]. （原始内容存档于2017-12-28）.（英文）
6. ↑  . Caernarvon and Denbigh Herald. 1927-07-01  [2016-04-11]. （原始内容存档于2017-03-05）.（英文）
7. ↑  .   [2016-04-11]. （原始内容存档于2019-08-30）.（英文）
8. ↑  Fred Espenak. . NASA Eclipse Web Site.（英文）

## 外部連結
- NASA日食專頁（页面存档备份，存于）（英文）
- 可見區域圖和時間統計：由弗雷德·埃斯佩纳克做出的日食預報，NASA/GSFC
  - Google互動地圖呈現的日食範圍
  - 貝塞爾元素
- Google地圖顯示的日全食和日偏食範圍（页面存档备份，存于）（法文）（英文）
- 1900-1937年歷次日全食的日冕（页面存档备份，存于），本次拍攝於英国和挪威（法文）（英文）

| \| \| 日食 \|                            |                              |                                            |
| 上一次日食： 1927年1月3日日食 （日環食） | 1927年6月29日日食 （日全食） | 下一次日食： 1927年12月24日日食 （日偏食） |
| 上一次日全食： 1926年1月14日日食         | 1927年6月29日日食 （日全食） | 下一次日全食： 1928年5月19日日食           |
|                                          | 日食                         |                                            |